# Planinsko društvo Šoštanj
Planinsko društvo Šoštanj je slovensko planinsko društvo, ki je bilo ustanovljeno leta 1904.

## Zgodovina PD Šoštanj
O zgodovini Planinskega društva Šoštanj se da napisati knjigo. Dokaz za to je tudi zbornik, ki je izšel ob 90-letnici organiziranega planinstva v Šoštanju. 

### Začetek
Ustanovitvi SPD (Slovenskega planinskega društva) leta 1893 v Ljubljani je hitro sledilo ustanavljanje še ostalih podružnic po vsej Sloveniji. Med prvimi petimi je bila tudi Šaleška podružnica SPD v Šoštanju, ki je bila ustanovljena na pobudo Frana Kocbeka, načelnika Savinjske podružnice SPD. Na 10. občnem zboru Savinjske podružnice so sprejeli sklep o ustanovitvi Šaleške podružnice. Ustanovni shod le–te je tako bil 5. marca 1904 v hotelu Avstrija (danes Kajuhov dom). Podružnica je vse do začetka I. svet. vojne uspešno utirala pot organiziranemu planinstvu v Šoštanju. Fran Kocbek je že na ustanovnem zboru Šaleške podružnice orisal smer delovanja: Podružnica naj goji planinsko misel in planinsko obdela pripadajočo pokrajino. Prav zato je bila v začetku poglavitna naloga društva markiranje in oskrbovanje poti na njenem območju.

### 1919–1941
V času med obema vojnama je bila podružnica zelo aktivna. Markacisti so še vedno markirali nove poti in skrbeli za že narejene. Na leto so priredili 4-5 predavanj v dvorani kina Destovnik. Predavanja so bila mišljena kot nekakšna osnovna planinska vzgoja ter seznanjanje z gorami. Obsegala so: razglede po slovenskih gorah, uporabo zemljevidov, opise poti ter planinsko opremo. Podružnica je prirejala tudi planinske plese v hotelu Jugoslavija (prej Avstrija).
Na občnem zboru leta 1928 so sprejeli tudi sklep o izgradnji planinske koče na Smrekovcu, ki je bila zgrajena in predana svojemu namenu septembra 1933.
V tridesetih letih se je v dolini začel kazati tudi interes za alpinistično dejavnost (začetnik Jože Goričar), razmahnil pa se je tudi zimski šport, predvsem smučanje in smučarski skoki. V ta namen je smučarki odsek zgradil tudi smučarsko skakalnico  na Goricah.
Ob koncu tridesetih let je društvo prirejalo tudi smučarske tečaje na Smrekovcu, ustanovili so fotoamaterski odsek (skrbel je za fotografske posnetke bližnjih hribov in gora, predvsem Smrekovca) in mladinski odsek, prirejali so tudi planinske plese.
Živahno delovanje Šaleške podružnice je pretrgala II. svetovna vojna. Leta 1941 je okupator razpustil podružnico in ustanovil nemško planinsko društvo, katerega predsednik je postal Wilhelm Hess. Koča na Smrekovcu je leta 1941 postala last Štajerske domovinske zveze, 13. avgusta 1942 pa jo je zažgal 1. štajerski bataljon.

### Po letu 1945
Leta 1946 je društvo ponovno osnoval Franc Hvastja. Ker je bila koča na Smrekovcu požgana, so planinci iz Šoštanja leta 1946 začeli graditi zasilno kočo. Zaradi finančnih težav je društvo gradnjo koče leta 1947 prepustilo PD Črna na Koroškem.
S prihodom Andreja Stegnarja v Šoštanj, kjer je prevzel mesto direktorja v Tovarni usnja Šoštanj, je PD dobilo uspešnega in zagnanega delavca. Gospodarsko se je društvo popolnoma naslonilo na TUŠ. Ta je bila tudi glavni vir sredstev za planinski dom na Slemenu, ki je bil odprt septembra 1952.

### 50. in 60. leta
Planinci so se udeleževali zveznih zletov po Jugoslaviji. PD Šoštanj in Lovsko društvo Šoštanj sta v oktobru leta 1955 priredila planinsko-lovski teden. V ta namen je na Širokem potekal planinski tabor, organizirali so planinsko in lovsko razstavo, vrteli so zvočne planinske filme, priredili razna predavanja.
V tem času so se tudi intenzivno posvetili delu z mladino (izleti, zvezni zlet v Prokletijah, na vodniško izobraževanje so pošiljali mlade).
V letu 1959 so stekle tudi priprave za ustanovitev Alpinističnega odseka. Ustanovljen je bil v letu 1961. Že leta 1966 pa se je skupaj z odsekom iz Velenja združil v Šaleški alpinistični odsek Arhivirano 2007-07-12 na Wayback Machine..
V začetku 70-ih let je društvo zašlo v finančno stisko, zato so TUŠ–u predali Andrejev dom na Slemenu (s sklepom na zboru delavcev TUŠ).

### V novo tisočletje
V zadnjih desetih letih je društvo ponovno začelo pridobivati na kvaliteti in številu akcij, ki jih izvaja. Tako smo v letu 1994 pripravili proslavo ob 90-letnici planinstva v Šoštanju. Ob tej obletnici je društvo odprlo tudi Trško pot okoli Šoštanja. V letu 1995 je bil ponovno ustanovljen Mladinski odsek, ki vsako leto postaja vse boljši. Vodniški odsek vsak mesec izvede vsaj en izlet, markacisti redno obnavljajo poti (ob 90-letnici so uredili Trško pot okoli Šoštanja, ob 100-letnici Ravensko pot, urejena je bila sprehajalna pot na Pusti grad, sodelujejo pri ureditvi plezališča v Florjanu).
Društvo skrbi tudi za izobraževanje članov. Tako se trudimo, da pridobivamo nove vodnike in markaciste, mentorje planinskih skupin in vaditelje orientacije, hkrati pa tudi skrbimo,da že registrirani nadgrajujejo svoje znanje (izpopolnjevanja, razni seminarji). 
Spekter dela postaja vse širši, kljub temu da število članov v zadnjem času stagnira ali celo pada. Vedno več ljudi se zaveda, da biti gornik (planinec) ni samo iti tu in tam v hribe, ampak je treba gorništvo (planinstvo) živeti vsak trenutek.